# Zamość (powiat łaski)
Zamość – wieś w Polsce położona w województwie łódzkim, w powiecie łaskim, w gminie Sędziejowice.
W latach 1975–1998 miejscowość należała administracyjnie do województwa sieradzkiego.
W Zamościu, przy skrzyżowaniu dróg Łask – Wieluń i Zamość – Siedlce, po prawej stronie jadąc od Łasku, znajduje się niemiecki cmentarz wojenny z 1914 r. Zostali tutaj pochowani żołnierze, którzy ponieśli śmierć w bitwie w okolicach Zamościa (22–30 listopada 1914 r.)